# M-fenilén-diamin
Az m-fenilén-diamin, más néven 1,3-diaminobenzol szerves vegyület, képlete C6H4(NH2)2. Izomerjei az o-fenilén-diamin és a p-fenilén-diamin.  Színtelen szilárd anyag.

## Előállítása
1,3-dinitrobenzol hidrogénezésével állítják elő. A dinitrobenzolt a benzol dinitrálásával állítják elő.

## Felhasználása
Különböző polimerek, többek között aramidszálak, epoxigyanták, vezetékek szigetelőanyaga és poliurea elasztomerek előállításához használják. Alkalmazzák továbbá ragasztógyantákhoz kötésgyorsítóként, valamint bőr- és textilfestékek komponenseként. A hajfestékekben kék szín eléréséhez alkalmazzák.

## Fordítás
- Ez a szócikk részben vagy egészben  a   M-Phenylenediamine című angol Wikipédia-szócikk ezen változatának fordításán alapul.  Az eredeti cikk szerkesztőit annak laptörténete sorolja fel. Ez a jelzés csupán a megfogalmazás eredetét és a szerzői jogokat jelzi, nem szolgál a cikkben szereplő információk forrásmegjelöléseként.